# Efecto Hawthorne
El Efecto Hawthorne es una forma de reactividad psicológica por la que los sujetos de un experimento muestran una modificación en algún aspecto de su conducta como consecuencia del hecho de saber que están siendo estudiados, y no en respuesta a ningún tipo de manipulación contemplada en el estudio experimental.

## Los estudios de Hawthorne Works

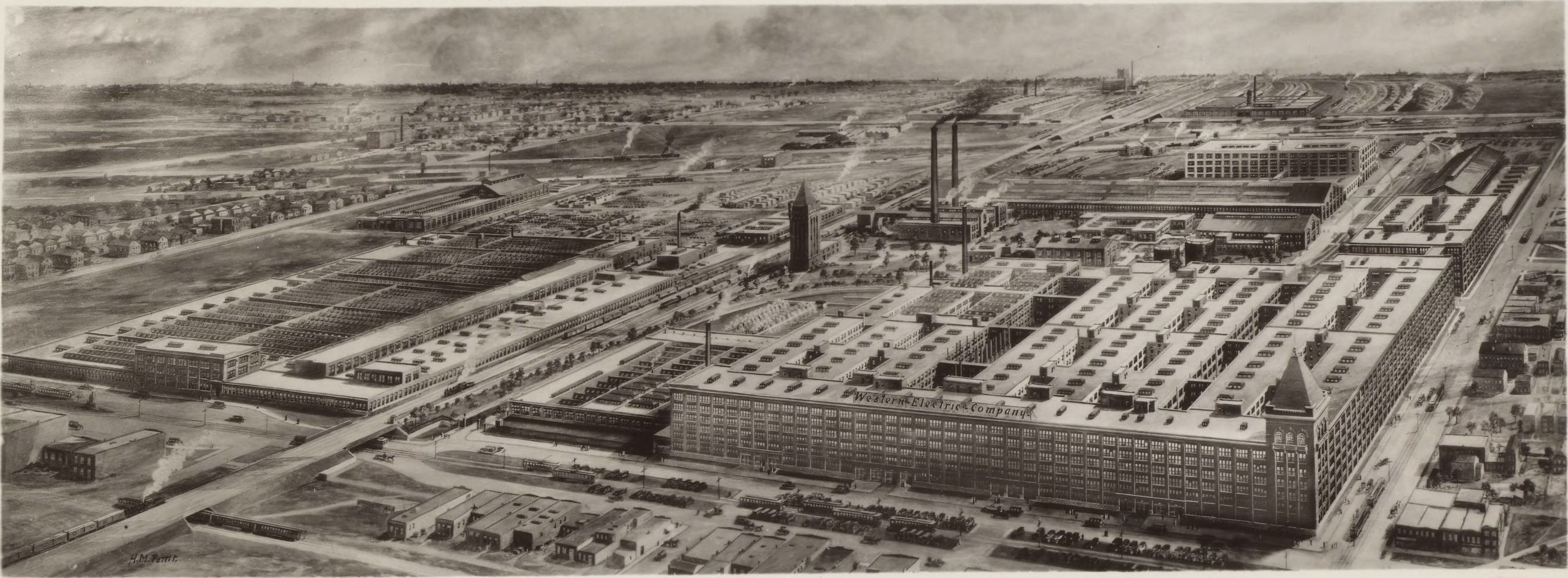
Vista aérea de Hawthorne Works, circa 1925

El término fue creado en 1955 por Elton Mayo cuando analizaba antiguos experimentos realizados entre los años 1924 y 1932 en Hawthorne Works (una fábrica de la Western Electric a las afueras de Chicago). Los experimentos fueron coordinados por Elton Mayo, con la colaboración de Fritz Roethlisberger, la Universidad de Harvard y el ingeniero de la Western Electric, William Dickson. En Hawthorne Works encargaron un estudio para comprobar la posibilidad de aumentar la productividad de sus trabajadores aumentando o disminuyendo las condiciones de iluminación ambiental. La productividad de los trabajadores pareció aumentar en el momento en el que se instauraron los cambios, y no sólo se produjo en los casos en los que los niveles de iluminación eran aumentados, sino también en aquellos casos en los que la iluminación se reducía. Al momento de terminar el estudio, los niveles volvieron a los niveles normales. La explicación sugerida fue que la mejora en la productividad no se debió a los cambios operados sobre los niveles de iluminación, sino al efecto motivador que supuso entre los obreros el saber que estaban siendo objeto de estudio. Aunque la investigación sobre la iluminación del lugar de trabajo supuso la base del Efecto Hawthorne, también se evaluó el efecto de otros cambios, como el mantenimiento y limpieza de las estaciones de trabajo, la eliminación de los obstáculos del suelo, e incluso el traslado y la relocalización de las distintas secciones. Todas estas alteraciones provocaron un aumento de la productividad durante un corto periodo. Así, el término se usó para hacer referencia a estas mejoras de productividad de breve duración relacionadas con la reactividad psicológica.
La evaluación del Efecto Hawthorne continúa en la era moderna. En una revaluación del 2009 de los datos originales, los economistas de la Universidad de Chicago John List y Steven Levitt encontraron que la productividad variaba también en función de otros factores además del grado de iluminación, como el ciclo semanal de trabajo o la temperatura estacional, por lo que concluyeron que las conclusiones iniciales fueron exageradas.
La mayoría de los libros de texto de psicología industrial y de conducta organizacional hacen referencia a los estudios sobre la iluminación, y sólo ocasionalmente se menciona el resto de estudios realizados.

### Experimentos del montaje del relé
En uno de los estudios, los experimentadores eligieron a dos mujeres como sujetos de prueba y les permitieron elegir a las otras cuatro trabajadoras que conformarían el grupo experimental. Juntas, las mujeres trabajaron en un cuarto separado durante cinco años (1927-1932) ensamblando relés telefónicos.
La producción fue cuantificada de forma mecánica, contando el número de relés ensamblados que debían ser introducidos en un conducto. La medición se inició de forma secreta dos semanas antes de que las mujeres fueran trasladadas a la sala de experimentación, y se mantuvo a lo largo de todo el estudio. En la sala de experimentación, las mujeres contaron con la presencia de un supervisor que comentaba con ellas los cambios que se iban introduciendo en el contexto laboral, y en ocasiones llevaba a la práctica sus sugerencias. Los investigadores dedicaron cinco años al proceso de cuantificación del modo en que las diferentes variables manejadas influian en la productividad individual y grupal. Algunas de las variables eran: 
- Permitir dos descansos de cinco minutos (después de consensuar con los trabajadores el tipo de descansos que consideraban más adecuado), y después cambiar a dos descansos de diez minutos (una opción que las trabajadoras no habían escogido). La productividad aumentó en este caso, pero cuando se pasó a dar seis descansos de cinco minutos, se mostraron disconformes y volvió a reducirse.
- Proporcionar comida durante los descansos.
- Reducir la jornada laboral en 30 minutos (lo que repercutió en un aumento de la productividad). tras reducirla aún más, la productividad por hora continuó aumentando, pero se redujo la productividad global a lo largo del día, por lo que se decidió volver a la primera condición (en la que la productividad llegó a su punto más alto).

Los cambios en las variables provocaron un aumento de la productividad incluso en aquellos casos en los que el cambio consistía en retornar a las condiciones originales. Este fenómeno se explicó aludiendo a un mecanismo natural del ser humano para adaptarse a las condiciones ambientales en aquellos casos en los que desconoce los objetivos del experimento en que está tomado parte. Así, los investigadores concluyeron que los trabajadores aumentaron su rendimiento al sospechar que estaban siendo evaluados individualmente. Para los responsables del estudio, el tener la posibilidad de escoger a sus compañeros de trabajo, formar parte de un grupo, ser tratados de forma preferencial (como evidenciaba el hecho de disponer de una sala separada) y contar con la presencia de un supervisor colaborativo y agradable fueron los verdaderos motivos que explican la mejora en el rendimiento de los trabajadores. En palabras de Elton Mayo, «los seis individuos se convirtieron en un equipo, y el equipo se entregó de todo corazón y espontáneamente para cooperar con el experimento».

### Programa de entrevistas
Los trabajadores fueron entrevistados para que evaluaran los estudios Hawthorne. Se les preguntó acerca de las prácticas de supervisión y la moral laboral. Los resultados determinaron que el incremento de los flujos de comunicación en el seno de la organización creaba una actitud positiva dentro del entorno laboral. Los trabajadores se sentían satisfechos de que sus ideas estuvieran siendo escuchadas.

### Sala de observación Bank Wire
El propósito del siguiente estudio fue averiguar el modo en que los incentivos económicos podrían influir en la productividad laboral. El sorprendente resultado fue que la productividad decreció. Aparentemente, los trabajadores se volvieron recelosos ante la posibilidad de que el aumento de su rendimiento pudiera ser esgrimido como excusa para justificar el despido de algunos trabajadores más adelante. El estudio fue dirigido por Elton Mayo y W. Lloyd Warner entre 1931 y 1932 sobre un grupo de catorce hombres que trabajaban juntos. Los investigadores encontraron que, a pesar de que los obreros eran retribuidos económicamente en función de su rendimiento individual, la productividad disminuía porque los obreros temían que la empresa bajara el salario base. Una observación detallada del grupo reveló la existencia de grupos informales o "camarillas" dentro de la estructura organizativa formal. Estas camarillas desarrollaron reglas informales de comportamiento y mecanismos para que se cumplieran. A través de esta estructura de relaciones informales, se controlaba a los miembros del grupo y las relaciones con los jefes. De este modo, cuando los jefes realizaban alguna pregunta, recibían una misma respuesta por parte de todos los trabajadores, incluso en los casos en los que no estaban siendo sinceros. Estos resultados demostraron que los trabajadores eran más sensibles a la presión social del grupo de pares que los mecanismos de control e incentivos desarrollados por parte de la administración.

## Interpretaciones y críticas de los estudios de Hawthorne
Existe una importante cantidad de autores que opinan que las investigaciones realizadas en Hawthorne Works fueron metodológicamente poco rigurosas, al basarse en un diseño que no permitía ejercer un control satisfactorio de las variables extrañas que podrían estar influyendo en los resultados obtenidos, por lo que las explicaciones aportadas por los autores originales del estudio en materia de relaciones causa-efecto podrían estar obviando elementos explicativos ajenos a los planteamientos iniciales del trabajo.

### Las críticas de Parsons
El psicólogo industrial H. McIlvaine Parsons (1924) realizó un metaanálisis de los resultados obtenidos en los experimentos originales tras haber sido invitado a visitar las instalaciones con motivo del 50 aniversario de la investigación. Tras entrevistarse con algunos de los participantes en los experimentos y analizar los datos de la investigación original, llegó a la conclusión de que existían serias deficiencias en el control de las variables extrañas que pudieron influir en los resultados obtenidos.
Así, en el caso de los experimentos del montaje del relé, Parsons señala una serie de deficiencias en la metodología utilizada que podrían explicar gran parte de los resultados obtenidos. 
- La primera de estas variables es la mortalidad experimental: dos de las trabajadoras fueron sustituidas durante el transcurso del experimento, por lo que los datos de productividad pudieron verse afectados por la alteración de la muestra inicial.
- Una segunda variable que, a juicio de Parsons, podría explicar el aumento del rendimiento, tiene que ver con el efecto de aprendizaje que las trabajadoras pudieron acumular a lo largo de cinco años, de tal modo que la mejora en el rendimiento podría deberse al hecho de que las trabajadoras desarrollaran sus habilidades con la práctica.
- Otro aspecto que Parson considera fundamental a la hora de interpretar correctamente los resultados obtenidos es el de la retroalimentación, y hace referencia al hecho de que las trabajadoras del grupo experimental, a diferencia del resto de sus compañeros de trabajo, tenían acceso a la información acerca de su rendimiento individual.
- Por último, como se señala desde el marco de la psicología conductista, el hecho de formar parte de un grupo reducido favorecería además que las trabajadoras asignaran un valor más alto a su propio rendimiento individual y mantuvieran unos niveles más elevados de motivación al entender que su papel dentro del grupo no se veía reducido a una pequeña aportación dentro de un grupo muy numeroso.

No obstante, Parsons rechazó realizar un metaanálisis de los experimentos de iluminación argumentando que no habían sido publicados con la suficiente exactitud como para poder conocer todos los detalles, a pesar de la estrecha relación mantenida con Roethlisberger y Dickson, dos de los investigadores originales. 
Por su parte, Mayo mantiene que los resultados obtenidos se deben al hecho de que los trabajadores se sintieron mejor tratados, gracias a la cordialidad y el interés mostrados por los investigadores durante el transcurso del experimento, y argumenta que el objetivo del estudio se centraba en evaluar el efecto global conseguido, y no en realizar análisis individuales sobre cada trabajador. También se muestra en desacuerdo con las críticas que atribuyen los resultados a un efecto de las condiciones experimentales, sosteniendo que lo verdaderamente determinante fue el sistema de dirección que se aplicó, y que hizo que los trabajadores se comportaran de un modo diferente porque sus sensaciones eran diferentes; principalmente al experimentar un mayor margen de libertad y tener la convicción de no sentirse estrictamente supervisados, pero sí controlados como grupo. En suma, para Mayo las manipulaciones experimentales efectuadas fueron útiles en la medida en que contribuyeron a crear un ambiente de trabajo confortable.

### Otras críticas
- Richard E. Clark y Timothy F. Sugrue, en una revisión de los datos originales, aseguran que los efectos no controlados de la novedad explican una media del 30% de la desviación típica inicial.
- Harry Braverman apunta en su obra Labor and Monopoly Capital[13]  que los tests de Hawthorne se basaron en la psicología industrial, y su objetivo era averiguar en qué medida las pruebas que se efectuaban a los trabajadores antes de contratarlos servían como un instrumento adecuado de predicción del futuro desarrollo de su trabajo. Para Braverman, los estudios Hawthorne demostraron que "el desempeño de los trabajadores tenía poca relación con sus habilidades, y de hecho, a menudo se apreciaba una relación inversa respecto a las puntuaciones obtenidas en los tests predictivos". Para Braverman, los estudios demostraron que en realidad el lugar de trabajo no era "un sistema de organización burocrática formal según el modelo weberiano, sino un sistema de relaciones entre grupos informales, en la línea de las interpretaciones realizadas por Mayo y sus colaboradores; pero también, en gran medida, un sistema de poder, de antagonismo de clases". Para este autor, los estudios sirvieron de acicate para todos aquellos que buscaban aplicar las técnicas conductistas para manipular a los trabajadores en beneficio de las empresas.
- Adair (1984) argumenta que los resultados obtenidos en los experimentos dependen de la interpretación que hagan los sujetos de la situación a la que están siendo sometidos, que puede diferir sustancialmente de la interpretación que hagan los propios experimentadores. Para evitar este tipo de sesgos, Adair recomienda realizar entrevistas individuales a los participantes una vez terminados los estudios para conocer sus opiniones acerca de en qué grado los procedimientos han resultado efectivos en función de sus metas y expectativas previas.[14]
- Rosenthal y Jacobson también revisaron y discutieron las características del efecto Hawthorne.[14][15]
- En 2011, los economistas Steven Levitt y John A. List publicaron un estudio en el que señalaban que los cambios en la productividad observados en los experimentos de iluminación podían estar parcialmente causados por otros factores ajenos a los propios cambios lumínicos (como, por ejemplo, el ciclo semanal de trabajo o la temperatura estacional); por lo que consideraban que las conclusiones originales habían sido sobrevaloradas.[16] Si así fuera, esto confirmaría los análisis sobre los experimentos del relé telefónico llevados a cabo por Stephen Jones en su artículo de 1992.[17][18]